# Diego Barros Arana
Pour les articles homonymes, voir Arana.
Diego Jacinto Agustín Barros Arana (16 août 1830 – 11 avril 1907) est considéré comme le plus important historien chilien du XIXe siècle. Son œuvre principale a pour titre Historia Jeneral de Chile (Histoire générale du Chili).
Barros Arana était aussi éducateur et diplomate. Il a dirigé une école, l'Instituto Nacional, et l'université du Chili.

## Biographie
De descendance basque, Barros Arana perd sa mère à l'âge de quatre ans.
À l'Instituto Nacional, il est aux côtés de Francisco Bilbao, de Ramón Picarte Mujica et des frères Amunátegui. Il étudie le  latin, la grammaire, la philosophie, le français et l'histoire sainte, mais pas l'histoire de l'Amérique ni celle du Chili. Il se forme donc seul par la lecture de Juan Ignacio Molina, de Guillermo Miller (William Miller), de Mariano Torrente et de Claude Gay.
Sa carrière d'écrivain commence comme traducteur du français (il traduit d'abord Alexandre Dumas), mais il se rapproche du travail d'historien. 1850 voit paraître son premier article, sur Túpac Amaru, et son premier livre, une étude sur Vicente Benavides, (1777-1822), défenseur au Chili de la monarchie espagnole.
Suit son Histoire générale de l'indépendance du Chili, déjà monumentale avec ses 1 931 pages en quatre tomes, qui l'occupe de 1854 à 1858.

## Œuvres
- (es) Alexandre Dumas, Caballero d'Harmental (trad. Barros Arana) dans El Mercurio, 1848 Traduction du Chevalier d'Harmental. Avec un essai sur la régence du duc d'Orléans
- (es) Estudios históricos sobre Vicente Benavides i las campañas del Sur: 1818-1822, Santiago du Chili, Imprenta de Julio Belin i Compañia, 1850 (lire en ligne)
- (es) Historia Jeneral de la Independencia de Chile, I-IV, Santiago du Chili, Imprenta del Ferrocarril, 1855
- (es) Vida i Viajes deHernando de Magallanes, Santiago du Chili, Imprenta Nacional, 1864, 155 p.
- (es) Compendio de Historia Moderna, Valparaíso, Chile, Imprenta i Libreria del Mercurio, 1870, 613 p.
- (es) Riquezas de los Antiguos Jesuítas de Chile, Valparaíso, Chile, Imprenta i Libreria del Mercurio, 1872, 101 p.
- (es) Mi Destitución, Santiago du Chili, Imprenta del Ferrocarril, 1873, 66 p.
- (es) Proceso dePedro de Valdivia, Santiago du Chili, Librería Central de Augusto Raymond, 1873, 392 p. (lire en ligne)
- (es) Don Miguel Luis Amunátegui, Candidato a la Presidencia de la República, Santiago du Chili, Imprenta del Ferrocarril, 1875, 230 p.
- (es) Don Claudio Gay, Santiago du Chili, Imprenta Nacional, 1876, 231 p.  lire en ligne sur Google Livres
- (es) Historia de la Guerra del Pacífico (1879-1880), I et II, Santiago du Chili, Librería Central de Mariano Servat, 1880, 659 p. Vol. I en ligne Vol. II 
  - Histoire de la Guerre du Pacifique  (1879-1880), Paris, France, Librairie Militaire de Dumaine, 1881
- (es) Historia Jeneral de Chile, I-XVI, Santiago du Chili, Rafael Jover, 1884-1902 (lire en ligne)
- (es) Elementos de Jeografía Física, Santiago du Chili, Librería Central de Mariano Servat, 1888, 410 p.
- (es) La Cuestión de Límites entre Chile i la República Arjentina, Santiago du Chili, Imprenta Cervantes, 1895, 57 p.
- (es) El Doctor Don Rodolfo Amando Philippi, Santiago du Chili, Imprenta Cervantes, 1904, 248 p.
- (es) Un Decenio de la Historia de Chile (1841-1851), 1 et 2, Chile, Imprenta y Encuadernación Universitaria, 1905, 1030 p. En ligne : Un Decenio de la Historia de Chile Vol. 2 sur Google Livres

### Liste d’œuvres
- (es) Víctor M. Chiappa, Bibliografía de don Diego Barros Arana, Imprenta alemana, 1907

## Hommages
- L'« Internado Nacional Barros Arana », prestigieuse institution chilienne née de l'« Instituto Nacional » où il avait lui-même étudié, porte son nom.